# Igul·lions
Els igul·lions (llatí igulliones) foren un poble de Sarmàcia esmentat per Claudi Ptolemeu, que els situa entre els stavani i els coistoboci, als est dels venedi (wends). La situació dels stavani és coneguda perquè eren al sud dels galindae i sudini (els galinditae i sudovitae medievals) per la qual cosa els igul·lions haurien viscut a la part sud de Lituània, o a les regions de Grodno, Podòlia i Volínia, al país dels jazwingi del segle xiii. El seu nom correcte podria ser itungiones que serien els mateixos jazwing, origen dels lituans.